# Alejandro Ganzábal
Alejandro Ganzábal, né le 16 février 1960 à Buenos Aires, est un ancien joueur de tennis professionnel argentin.

## Biographie
Comme d'autres joueurs argentins, il commence à jouer au tennis, inspiré par les exploits de Guillermo Vilas. En 1982, il atteint la finale du tournoi de Buenos Aires mais s'y incline contre Guillermo Vilas. Il joue avec l'équipe d'Argentine de Coupe Davis en 1982 et 1983. Début 1984, une hépatite l'éloigne 6 mois du circuit. Lors de son retour, il bat Henrik Sundstrom no 11 mondial à Indianapolis, puis Tomáš Šmíd, 14e mondial, pour atteindre les demi-finales du tournoi de Genève. En 1986, il atteint la finale des tournois Challenger de Rio de Janeiro et São Paulo.
En double, il a remporté le tournoi de Bari avec l'Italien Claudio Panatta.

## Palmarès

### Finale en simple messieurs
| No | Date       | Nom et lieu du tournoi                     | Catégorie | Dotation | Surface      | Vainqueur       | Score    |  |
| -- | ---------- | ------------------------------------------ | --------- | -------- | ------------ | --------------- | -------- |  |
| 1  | 01-02-1982 | La Serenísima Copa Argentina, Buenos Aires |           | 75 000 $ | Terre (ext.) | Guillermo Vilas | 6-2, 6-4 |  |

### Titre en double messieurs
| No | Date       | Nom et lieu du tournoi         | Catégorie | Dotation | Surface      | Partenaire      | Finalistes                   | Score    |  |
| -- | ---------- | ------------------------------ | --------- | -------- | ------------ | --------------- | ---------------------------- | -------- |  |
| 1  | 15-04-1985 | Tournoi de tennis de Bari Bari |           | 80 000 $ | Terre (ext.) | Claudio Panatta | Marcel Freeman Laurie Warder | 6-4, 6-2 |  |